# Szociáldemokrácia
A szociáldemokrácia baloldali politikai és gazdasági ideológia, a szocialista mozgalom egyik irányzata. Támogatja az állam gazdasági és szociális beavatkozását, elősegíti a társadalmi igazságosságot a piacgazdaság keretein belül. Sürgeti a valódi béralku megkötését, mely által a bérek folyamatos emelését kívánja megvalósítani. Alapvetőnek tartja a képviseleti demokráciát, de nem zárkózik el a részvételi- vagy közvetlen demokráciától.

## A szociáldemokrácia ma
A mai szociáldemokraták elfogadják a kapitalista rendszert és a demokratikus államstruktúrákat.
A modern szociáldemokrácia egyetért azzal, hogy a gazdasági növekedés a jólét – egyik – szükséges feltétele, ezért támogatja a szociális piacgazdaság fejlődését és ennek a túlsúlyba került magánérdekeket háttérbe szorító reformját.
Anthony Giddens brit szociológus alkotta meg a harmadik út elméletét, mely a neoliberális viszonyokhoz való alkalmazkodást határozta meg a modern szociáldemokrácia alapelveként. Ez az elmélet azonban, bár nagy befolyást gyakorolt, nem vált meghatározóvá a nemzetközi szociáldemokrata mozgalomban.

## Nemzetközi szövetségek
A szociáldemokrata pártok, mozgalmak egyik nemzetközi szövetsége a Szocialista Internacionálé, mely a világ baloldali pártjainak széles skáláját tömöríti. Ezen kívül létezik még a Progresszív Szövetség, melyet 2013-ban a német SPD hívott életre az SI hatástalansága miatt. Mindkettő résztvevője a magyar MSZDP és az MSZP.
Az európai szociáldemokrata pártokat az Európai Szocialisták Pártja (PES) tömöríti, melynek európai parlamenti frakciója a Szocialisták és Demokraták Progresszív Szövetsége (S&D).

## Híres szociáldemokraták
- Clement Attlee
- Otto Bauer
- Dávid Ben-Gúrión
- Eduard Bernstein[2]
- Zulfikar Ali Bhutto
- Léon Blum
- Willy Brandt német politikus. 1957 és 1966 között Nyugat-Berlin főpolgármestere, 1966 és 1969 között a NSZK külügyminisztere, majd 1974-ig a második világháború utáni első szociáldemokrata kancellárja. 1964 és 1987 között az SPD, 1976 és 1992 között pedig a Szocialista Internacionálé elnöke.
- Hjalmar Branting[3]
- Gro Harlem Brundtland
- Bernie Sanders amerikai politikus, vermonti szenátor, demokrata elnökjelölt-aspiráns a 2016-os elnökválasztási kampányban.
- Friedrich Ebert
- Tage Erlander
- Einar Gerhardsen
- Tarja Halonen
- Bob Hawke
- Wilhelm Liebknecht[4]
- Dom Mintoff
- François Mitterrand
- Rosa Luxemburg[5]
- Gunnar Myrdal
- Dzsaváharlál Nehru
- Olof Palme
- Poul Nyrup Rasmussen
- Helmut Schmidt[5]
- Paul-Henri Spaak[6]
- José Luis Rodríguez Zapatero
- Wim Kok
- Willem Drees
- Joop den Uyl

### Magyar szociáldemokraták
- Buchinger Manó író, publicista, szakszervezeti vezető, politikus, mozgalmár.
- Engelmann Pál Gábor
- Garami Ernő
- Jámbor András
- Kéthly Anna magyar politikus, 1922-től 1948-ig országgyűlési képviselő, az 1956-ban újjáalakult SZDP elnöke és a Harmadik Nagy Imre-kormány államminisztere.
- Mónus Illés
- Peidl Gyula
- Propper Sándor
- Ries István